# Fed Cup 2009 Zona Euro-Africana
La Zona Euro-Africana (Europe/Africa Zone) è una delle 3 divisioni zonali nell'ambito della Fed Cup 2009.
Essa è a sua volta suddivisa in tre gruppi (Group I, Group II, Group III) formati rispettivamente da 15, 6 e 11 squadre, inserite in tali gruppi in base ai risultati ottenuti l'anno precedente.

## Group I
- Sede: Coral Tennis Club, Tallinn, Estonia (Cemento indoor)
- Periodo: Prima settimana di febbraio

Le 15 squadre vengono inserite in tre raggruppamenti da 4 e uno da 3 squadre ciascuno. Le quattro squadre classificatesi al primo posto di ciascun gruppo prendono parte ai play-off per stabilire le 2 nazioni che avranno il diritto di partecipare ai World Group II Play-offs e quindi tentare la promozione al World Group II.

Le 4 squadre classificatesi all'ultimo posto di ciascun gruppo prendono parte ai play-out, in cui le due perdenti saranno retrocesse nel Group II della Zona Euro-Africana per l'edizione del 2010.

### Gruppi
|   | Pool A (Dettagli) | Regno Unito | Ungheria | Paesi Bassi | Lussemburgo |   |                            | Pool B (Dettagli) | Polonia | Svezia | Romania | Bosnia ed Erzegovina |
| 1 | Regno Unito (3-0) |             | 3-0      | 3-0         | 3-0         | 1 | Polonia (3-0)              |                   | 3-0     | 2-1    | 2-1     |                      |
| 2 | Ungheria (2-1)    | 0-3         |          | 2-1         | 2-1         | 2 | Svezia (2-1)               | 0-3               |         | 3-0    | 3-0     |                      |
| 3 | Paesi Bassi (1-2) | 0-3         | 1-2      |             | 3-0         | 3 | Romania (1-2)              | 1-2               | 0-3     |        | 3-0     |                      |
| 4 | Lussemburgo (0-3) | 0-3         | 1-2      | 0-3         |             | 4 | Bosnia ed Erzegovina (0-3) | 1-2               | 0-3     | 0-3    |         |                      |

|   | Pool C (Dettagli) | Bielorussia | Danimarca | Slovenia | Austria |
| 1 | Bielorussia (3-0) |             | 2-1       | 3-0      | 3-0     |
| 2 | Danimarca (2-1)   | 1-2         |           | 2-1      | 2-1     |
| 3 | Slovenia (1-2)    | 0-3         | 1-2       |          | 2-1     |
| 4 | Austria (0-3)     | 0-3         | 1-2       | 1-2      |         |

|   | Pool D (Dettagli) | Estonia | Croazia | Bulgaria |
| 1 | Estonia (2-0)     |         | 2-1     | 3-0      |
| 2 | Croazia (1-1)     | 1-2     |         | 2-1      |
| 3 | Bulgaria (0-2)    | 0-3     | 1-2     |          |

### Play-off
- 7 febbraio 2009

| Posizione     | Squadra vincitrice   | Risultato | Squadra sconfitta |
| ------------- | -------------------- | --------- | ----------------- |
| 1°-4°         | Estonia              | 2-0       | Bielorussia       |
| 1°-4°         | Polonia              | 2-1       | Regno Unito       |
| 5°-8°         | Svezia               | 2-1       | Ungheria          |
| 5°-8°         | Croazia              | 2-0       | Danimarca         |
| Retrocessione | Austria              | 2-1       | Lussemburgo       |
| Retrocessione | Bosnia ed Erzegovina | 2-1       | Bulgaria          |

- Polonia ed Estonia ammesse ai World Group II Play-offs.
- Bulgaria e Lussemburgo retrocesse nella zona Euro-Africana Group II della Fed Cup 2010.

## Group II
- Sede: Attaleya Shine Tennis Club, Antalia, Turchia (outdoor hard)
- Data: Settimana del 20 aprile

Le 6 squadre vengono suddivise in due gruppi da 3 squadre ciascuno. La prima classificata di ciascuno dei due gruppi gioca uno spareggio contro la seconda dell'altro gruppo per determinare quali due squadre verranno promosse nel Group I della zona Euro-Africana della Fed Cup 2010. Le ultime classificate di ciascun gruppo vengono retrocesse nel Group III della zona Euro-Africana della Fed Cup 2010.

### Gruppi
|   | Pool A (Dettagli) | Lettonia | Portogallo | Marocco |
| 1 | Lettonia (2-0)    |          | 2-1        | 3-0     |
| 2 | Portogallo (1-1)  | 1-2      |            | 3-0     |
| 3 | Marocco (0-2)     | 0-3      | 0-3        |         |

|   | Pool B (Dettagli) | Sudafrica | Georgia | Turchia |
| 1 | Sudafrica (2-0)   |           | 2-1     | 2-1     |
| 2 | Georgia (1-1)     | 1-2       |         | 3-0     |
| 3 | Turchia (0-2)     | 1-2       | 0-3     |         |

### Play-offs
| Posizione | Squadra vincitrice | Risultato | Squadra sconfitta |
| --------- | ------------------ | --------- | ----------------- |
| Play-off  | Lettonia           | 3-0       | Georgia           |
| Play-off  | Portogallo         | 2-0       | Sudafrica         |

| Georgia 0 | Attaleya Shine Tennis Club, Antalia, Turchia 25 aprile 2009 cemento | Attaleya Shine Tennis Club, Antalia, Turchia 25 aprile 2009 cemento      | Lettonia 3 |     |     |  |
| \| \| \| \| 1 \| 2 \| 3 \| \| \| - \| \| ------------------------------------------------------------------------ \| --- \| --- \| --- \| \| \| 1 \| \| Sofia Shapatava Irina Kuzmina \| 3 6 \| 4 6 \| \| \| \| 2 \| \| Anna Tatišvili Anastasija Sevastova \| 6 0 \| 1 6 \| 4 6 \| \| \| 3 \| \| Manana Shapakidze / Sofia Shapatava Līga Dekmeijere / Diāna Marcinkēviča \| 1 6 \| 2 6 \| \| \| |                                                                     |                                                                          |            |     |     |  |
| |                                                                     |                                                                          | 1          | 2   | 3   |  |
| 1 | Georgia (bandiera) · Lettonia (bandiera)                            | Sofia Shapatava Irina Kuzmina                                            | 3 6        | 4 6 |     |  |
| 2 | Georgia (bandiera) · Lettonia (bandiera)                            | Anna Tatišvili Anastasija Sevastova                                      | 6 0        | 1 6 | 4 6 |  |
| 3 | Georgia (bandiera) · Lettonia (bandiera)                            | Manana Shapakidze / Sofia Shapatava Līga Dekmeijere / Diāna Marcinkēviča | 1 6        | 2 6 |     |  |

| Portogallo 2 | Attaleya Shine Tennis Club, Antalia, Turchia 25 aprile 2009 cemento | Attaleya Shine Tennis Club, Antalia, Turchia 25 aprile 2009 cemento | Sudafrica 0 |     |   |  |
| \| \| \| \| 1 \| 2 \| 3 \| \| \| - \| \| ----------------------------------------- \| --- \| --- \| - \| \| \| 1 \| \| Neuza Silva Lizaan Du Plessis \| 6 2 \| 6 3 \| \| \| \| 2 \| \| Michelle Larcher De Brito Natalie Grandin \| 6 4 \| 6 3 \| \| \| \| 3 \| \| {{{R3}}} \| \| \| \| \| |                                                                     |                                                                     |             |     |   |  |
| |                                                                     |                                                                     | 1           | 2   | 3 |  |
| 1 | Portogallo (bandiera) · Sudafrica (bandiera)                        | Neuza Silva Lizaan Du Plessis                                       | 6 2         | 6 3 |   |  |
| 2 | Portogallo (bandiera) · Sudafrica (bandiera)                        | Michelle Larcher De Brito Natalie Grandin                           | 6 4         | 6 3 |   |  |
| 3 | Portogallo (bandiera) · Sudafrica (bandiera)                        | {{{R3}}}                                                            |             |     |   |  |

- Lettonia e Portogallo promosse nel Group I della zona Euro-Africana della Fed Cup 2010.
- Marocco e Turchia retrocesse nel Group III della zona Euro-Africana della Fed Cup 2010.

## Group III
- Sede: Marsa Sports Club, Marsa, Malta (outdoor hard)
- Data: Settimana del 20 aprile

Le 11 squadre vengono divise in due gruppi rispettivamente da 5 e da 6 squadre ciascuno. La squadra vincitrice di ciascun gruppo viene promossa nel Group II della zona Euro-Africana della Fed Cup 2010.

### Gruppi
|   | Pool A (Dettagli) | Grecia | Finlandia | Irlanda | Malta | Algeria |
| 1 | Grecia (4-0)      |        | 3-0       | 3-0     | 2-1   | 3-0     |
| 2 | Finlandia (3-1)   | 0-3    |           | 2-1     | 3-0   | 3-0     |
| 3 | Irlanda (2-2)     | 0-3    | 1-2       |         | 2-1   | 3-0     |
| 4 | Malta (1-3)       | 1-2    | 0-3       | 1-2     |       | 2-1     |
| 5 | Algeria (0-4)     | 0-3    | 0-3       | 0-3     | 1-2   |         |

|   | Pool B (Dettagli)   | Armenia | Norvegia | Liechtenstein | Egitto | Moldavia | Islanda |
| 1 | Armenia (5-0)       |         | 3-0      | 2-1           | 3-0    | 3-0      | 3-0     |
| 2 | Norvegia (4-1)      | 0-3     |          | 2-1           | 3-0    | 3-0      | 3-0     |
| 3 | Liechtenstein (3-2) | 1-2     | 1-2      |               | 3-0    | 3-0      | 3-0     |
| 4 | Egitto (2-3)        | 0-3     | 0-3      | 0-3           |        | 2-1      | 3-0     |
| 5 | Moldavia (1-4)      | 0-3     | 0-3      | 0-3           | 1-2    |          | 3-0     |
| 6 | Islanda (0-5)       | 0-3     | 0-3      | 0-3           | 0-3    | 0-3      |         |

- Armenia e Grecia promosse nel Group II della zona Euro-Africana della Fed Cup 2010.